# Grote prijs van de jury
De Grote prijs van de jury (Großer Preis der Jury), ook bekend als de Zilveren Beer, is een filmprijs die sinds 1965 uitgereikt wordt tijdens het Internationaal filmfestival van Berlijn. De film die de Großer Preis der Jury wint, is soms ook genomineerd voor de Gouden Beer en wordt gezien als de winnaar van de tweede prijs van het festival.

## Winnaars
De prijs werd in de eerste drie jaar en in 1975, 1991 en in 2006 gedeeld door twee films. Er zijn geen prijzen uitgereikt in 1969 en 1970.
| Jaar | Film                                                  | Regisseur                               | Land                               |
| ---- | ----------------------------------------------------- | --------------------------------------- | ---------------------------------- |
| 1965 | Le Bonheur                                            | Agnès Varda                             | Frankrijk                          |
| 1965 | Repulsion                                             | Roman Polański                          | Polen                              |
| 1966 | Schonzeit für Füchse                                  | Peter Schamoni                          | Bondsrepubliek Duitsland           |
| 1967 | Alle Jahre wieder                                     | Ulrich Schamoni                         | Bondsrepubliek Duitsland           |
| 1967 | La Collectionneuse                                    | Éric Rohmer                             | Frankrijk                          |
| 1968 | Nevinost bez zastite                                  | Dušan Makavejev                         | Joegoslavië                        |
| 1968 | Lebenszeichen                                         | Werner Herzog                           | Bondsrepubliek Duitsland           |
| 1968 | Come l'amore                                          | Enzo Muzii                              | Italië                             |
| 1971 | Il Decameron                                          | Pier Paolo Pasolini                     | Italië                             |
| 1972 | The Hospital                                          | Arthur Hiller                           | Verenigde Staten                   |
| 1973 | Il n'y a pas de fumée sans feu                        | André Cayatte                           | Frankrijk                          |
| 1974 | L'Horloger de Saint-Paul                              | Bertrand Tavernier                      | Frankrijk                          |
| 1975 | Dupont Lajoie                                         | Yves Boisset                            | Frankrijk                          |
| 1975 | Overlord                                              | Stuart Cooper                           | Verenigd Koninkrijk                |
| 1976 | Canoa                                                 | Felipe Cazals                           | Brazilië                           |
| 1977 | Le Diable probablement                                | Robert Bresson                          | Frankrijk                          |
| 1978 | A Queda                                               | Ruy Guerra, Nelson Xavier               | Brazilië                           |
| 1979 | Iskanderija... lih?                                   | Youssef Chahine                         | Egypte                             |
| 1980 | Chiedo asilo                                          | Marco Ferreri                           | Italië                             |
| 1981 | Akaler Sandhane                                       | Mrinal Sen                              | India                              |
| 1982 | Dreszcze                                              | Wojciech Marczewski                     | Polen                              |
| 1983 | Hakkari'de Bir Mevsim                                 | Erden Kiral                             | Turkije                            |
| 1984 | No habrá más penas ni olvido                          | Héctor Olivera                          | Argentinië                         |
| 1985 | Szirmok, virágok, koszorúk                            | László Lugossy                          | Hongarije                          |
| 1986 | La messa è finita                                     | Nanni Moretti                           | Italië                             |
| 1987 | 海と毒薬 (Umi to dokuyaku)                            | Kei Kumai                               | Japan                              |
| 1988 | Комиссар (Commissaris)                                | Alexander Askoldow                      | Sovjet-Unie                        |
| 1989 | Wan zhong                                             | Wu Ziniu                                | China                              |
| 1990 | Астенический синдром (Astenicheskiy sindrom)          | Kira Georgijewna Muratowa               | Sovjet-Unie                        |
| 1991 | La Condanna                                           | Marco Bellocchio                        | Italië                             |
| 1991 | Satan                                                 | Viktor Aristow                          | Sovjet-Unie                        |
| 1992 | Édes Emma, drága Böbe - vázlatok, aktok               | István Szabó                            | Hongarije                          |
| 1993 | Arizona Dream                                         | Emir Kusturica                          | Joegoslavië                        |
| 1994 | Fresa y chocolate                                     | Tomás Gutiérrez Alea, Juan Carlos Tabío | Cuba                               |
| 1995 | Smoke                                                 | Wayne Wang                              | Verenigde Staten                   |
| 1996 | Lust och fägring stor                                 | Bo Widerberg                            | Zweden                             |
| 1997 | He liu (The River)                                    | Tsai Ming-liang                         | Taiwan                             |
| 1998 | Wag the Dog                                           | Barry Levinson                          | Verenigde Staten                   |
| 1999 | Mifunes sidste sang                                   | Søren Kragh-Jacobsen                    | Denemarken                         |
| 2000 | The Road Home (我的父亲母亲 / Wo de fu qin mu qin)    | Zhang Yimou                             | China                              |
| 2001 | Beijing Bicycle (十七岁的单车 / Shiqi sui de dan che) | Wang Xiaoshuai                          | China                              |
| 2002 | Halbe Treppe                                          | Andreas Dresen                          | Duitsland                          |
| 2003 | Adaptation.                                           | Spike Jonze                             | Verenigde Staten                   |
| 2004 | El abrazo partido                                     | Daniel Burman                           | Argentinië Frankrijk Italië Spanje |
| 2005 | Kong Que                                              | Gu Changwei                             | China                              |
| 2006 | Offside                                               | Jafar Panahi                            | Iran                               |
| 2006 | En soap                                               | Pernille Fischer Christensen            | Denemarken                         |
| 2007 | El Otro                                               | Ariel Rotter                            | Argentinië                         |
| 2008 | Standard Operating Procedure                          | Errol Morris                            | Verenigde Staten                   |
| 2009 | Alle Anderen (Everyone Else)                          | Maren Ade                               | Duitsland                          |
| 2009 | Gigante                                               | Adrián Biniez                           | Uruguay                            |
| 2010 | Eu când vreau să fluier, fluier                       | Florin Șerban                           | Roemenië                           |
| 2011 | A torinói ló                                          | Béla Tarr                               | Hongarije                          |
| 2012 | Csak a szél                                           | Benedek Fliegauf                        | Hongarije                          |
| 2013 | An Episode in the Life of an Iron Picker              | Danis Tanović                           | Bosnië en Herzegovina              |
| 2014 | The Grand Budapest Hotel                              | Wes Anderson                            | Verenigde Staten                   |
| 2015 | El club                                               | Pablo Larraín                           | Chili                              |
| 2016 | Smrt u Sarajevu Mort à Sarajevo                       | Danis Tanović                           | Frankrijk Bosnië en Herzegovina    |
| 2017 | Félicité                                              | Alain Gomis                             | Frankrijk Senegal                  |
| 2018 | Twarz                                                 | Małgorzata Szumowska                    | Polen                              |
| 2019 | Grâce à Dieu                                          | François Ozon                           | Frankrijk                          |
| 2020 | Never Rarely Sometimes Always                         | Eliza Hittman                           | Verenigde Staten                   |
| 2021 | Gūzen to sōzō                                         | Ryūsuke Hamaguchi                       | Japan                              |
| 2022 | Soseolgaui yeonghwa                                   | Hong Sang-soo                           | Zuid-Korea                         |
| 2023 | Roter Himmel                                          | Christian Petzold                       | Duitsland                          |
| 2024 | A Traveller's Needs                                   | Hong Sang-soo                           | Zuid-Korea                         |
| 2025 | O último azul                                         | Gabriel Mascaro                         | Brazilië                           |